# شیکی (استان ماسوویان)
شیکی (به لهستانی:  Szyjki) یک روستا در لهستان است که در گمینا گلینویتسک واقع شده‌است. شیکی ۲۰۲ نفر جمعیت دارد.